# Popioły (powieść)
Popioły – powieść Stefana Żeromskiego. Zaczęła się ukazywać w odcinkach warszawskiego „Tygodnika Ilustrowanego” w czerwcu 1902 roku.

## Geneza powieści
Historia powstania Popiołów jest dość długa i nie we wszystkich szczegółach dokładnie znana. Według informacji Stanisława Piołun-Noyszewskiego plan powieści powstał już w Rapperswilu, a więc przed rokiem 1897; tamże zaczął Żeromski gromadzić do niej materiały historyczne, o czym świadczy wykorzystanie zbiorów Leonarda Chodźki. Pracę tę kontynuował później na marginesie swych zajęć w bibliotece Zamoyskich w Warszawie. Do pisania powieści przystąpił latem 1898 r., być może już wówczas powziął ambitny plan przedstawienia obrazu życia duchowego Polski pod obcym panowaniem w XIX stuleciu. Autor zamierzał przedstawić najpierw pierwszą przemianę dusz i sumień w czasie wojen napoleońskich, a następnie uwydatnić jej skutki w rewolucjach, emigracji, buntach, powstaniach i wygnaniach. Podobno Żeromski pracował równocześnie nad powieścią Iskry z czasów powstania 1830 r. W listopadzie 1900 r. rękopisy Popiołów i Iskier zostały skonfiskowane przez żandarmerię rosyjską w czasie rewizji w mieszkaniu pisarza. Dzięki staraniom Oktawii Żeromskiej rękopis Popiołów udało się odzyskać niemal w całości. Iskry natomiast, gotowe już w trzech czwartych, bezpowrotnie przepadły – tak twierdził Piołun-Noyszewski. Po raz drugi rękopis powieści dostał się w ręce żandarmerii w czasie pobytu Żeromskiego w Nałęczowie; kilkanaście rozdziałów wówczas zakwestionowano i zatrzymano. Autor musiał je po raz drugi rekonstruować;
W pokoleniu Młodej Polski Żeromski był, obok Wyspiańskiego, inicjatorem zwrotu ku tematyce historycznej. Autor opowiadań Rozdzióbią nas kruki, wrony... (1894) i O żołnierzu tułaczu (1896) oznaczył nimi również główny kierunek tych zainteresowań: okres walk powstańczych w wieku XIX. Była to najbliższa, najbardziej wyrazista metafora historyczna dążeń niepodległościowych, które na przełomie wieku znowu wzmogły się wśród podstawowych mas narodu, zmuszając równocześnie klasy posiadające do rewizji lub zamaskowania ich ugodowej polityki wobec zaborców.
Tematykę walk niepodległościowych zdominował wówczas okres napoleoński – dlatego, że nie był objęty generalnym zakazem cenzury carskiej; Żeromski operuje takimi nazwami, jak Kobyłka czy Kozienice, nie wspomina natomiast, bo wspomnieć nie może, o Racławicach czy Maciejowicach. Już proza pozytywistyczna najczęściej zaznaczała idee patriotyczne przez aluzje do tradycji okresu napoleońskiego.
W czasie II wojny światowej tuż przed wybuchem powstania warszawskiego rękopis powieści został umieszczony w piwnicy domu na Starym Mieście w Warszawie. W 1984 córka Stefana Żeromskiego, Monika, sprzedała rękopis Bibliotece Narodowej. Od 2024 rękopis prezentowany jest na wystawie stałej w Pałacu Rzeczypospolitej.

## Powieść – panorama
Koncepcja Popiołów przypomina strukturę powieści Wojna i pokój (1869) Lwa Tołstoja. W obu książkach mamy do czynienia z powieścią-panoramą, która rezygnuje z tempa i zawikłania akcji na rzecz epickiej wszechstronności w obrazowaniu życia narodu, równolegle prowadzi kilka wątków fabularnych, opowiadających dzieje postaci fikcyjnych. Krzyżuje te wątki z szeroko rozbudowanym opisem wydarzeń historycznych.

## Kompozycja powieści
U Żeromskiego powieść w pierwszej części rozpada się na szereg luźnych epizodów, posiadających samowystarczalną dynamikę fabularną: niemal każdy z nich mógłby być opowiadaniem czy szkicem obyczajowym. O ich selekcji rozstrzyga w istocie autorski zamiar przedstawienia ważniejszych lub bardziej znamiennych zjawisk ówczesnego życia; dla motywacji kompozycyjnej wystarczy, że uczestnikiem (najczęściej mało znacznym) lub obserwatorem tych faktów jest bohater powieści – Rafał Olbromski. Ale rzeczywiste zmiany w jego losach przed wstąpieniem do wojska – kolejne awanturnicze zrywy, które po krótkim triumfie prowadzą bohatera do klęski, rozpaczy i prostracji – dokonują się poprzez ciąg wydarzeń, które niewiele mają wspólnego z ciągiem sytuacji najważniejszych dla powieściowego obrazu epoki. W ten sposób fabuła przestaje być środkiem konstytuowania obrazu społeczeństwa, oba ciągi narracyjne oddzielają się od siebie. Z trudnościami fabularyzacji materiału historycznego walczy również Żeromski przedstawiając w Popiołach dzieje legionów. Nie wystarczyły obrazy wydarzeń wojennych, które mogły znaleźć się w polu obserwacji księcia Gintułta, autor uzupełnia je więc interpretacją ideową i polityczną, zawartą w dyskusjach Gintułta z Dąbrowskim i Sułkowskim, wprowadza również relację wspomnieniową Sariusza Ojrzyńskiego.
Pozostałą część powieści, a więc resztę tomu II i tom III poświęcił pisarz niemal w całości wydarzeniom wojennym lat 1807–1812. Epizody wojenne występują w trzech odmiennych ujęciach. Najsłabszą częścią powieści są karty, na których Żeromski poprzestał na powierzchownej parafrazie różnych materiałów pamiętnikarskich i historycznych; kiedy indziej autor, w oparciu o materiał źródłowy, tworzy własny, już ukonkretniony i plastyczny obraz wydarzenia wojennego, który można by nazwać reportażem historycznym.
Powieściowe ujęcie materiału batalistycznego pojawia się, gdy dany epizod staje się indywidualnym przeżyciem bohaterów. Krzysztof w czasie szturmu Saragossy, kapitan Wyganowski nad trupem hiszpańskiej zakonnicy, Gintułt broniący klasztoru świętego Jakuba w Sandomierzu – oto niezbyt częste w Popiołach rozwiązania najtrudniejszych zadań historycznej powieści wojennej.

## Kontynuacja
Dalsze dzieje rodziny Olbromskich, Rafała i jego syna Huberta, Żeromski opisał w powieściach Iskry o powstaniu listopadowym (rękopis powieści został zarekwirowany przez carską żandarmerię, a jedyny ocalały fragment ukazał się jako opowiadanie Wszystko i nic) i Wierna rzeka o powstaniu styczniowym.

## Adaptacje
Powieść zekranizował w 1965 Andrzej Wajda, premiera miała miejsce 25 września 1965. W rolę Rafała Olbromskiego wcielił się Daniel Olbrychski.